# وندل کارتر جونیور
وندل کارتر جونیور (انگلیسی: Wendell Carter Jr.؛ زادهٔ ۱۶ آوریل ۱۹۹۹) بازیکن بسکتبال اهل ایالات متحده آمریکا است.
از باشگاه‌هایی که در آن بازی کرده‌است می‌توان به بسکتبال مردان دوک بلو دولز و شیکاگو بولز اشاره کرد.
وی در مسابقات کشوری و بین‌المللی در مجموع برندهٔ ۱ مدال طلا شده‌است.